# تقانة الهاتف المحمول
تُعرف تِقَانَة الهاتف المحمول بأنها التِقَانَة المستخدمة للاتصالات الخلوية، وقد تطورت بسرعة خلال السنوات القليلة الماضية.
منذ بداية هذه الألفية، انتقل الجهاز المحمول القياسي من كونه ليس أكثر من جهاز نداء بسيط ثنائي الاتجاه إلى كونه هاتفًا محمولًا، وجهاز ملاحة جي بي إس، ومتصفح ويب مضمن، وعميل مراسلة فورية، ووحدة تحكم ألعاب محمولة باليد. يعتقد العديد من الخبراء أن مستقبل تِقَانَة الحاسوب يكمن في الحوسبة المتنقلة مع الشبكات اللاسلكية. وقد أصبحت الحوسبة المتنقلة من طريق أجهزة الحاسوب اللوحية أكثر شعبية.
وتتوفر الأجهزة اللوحية على شبكات 3 جي  و4 جي.
تِقَانَة الهاتف المحمول لها معانٍ مختلفة في جوانب مختلفة، أساسًا تِقَانَة الهاتف المحمول في تِقَانَة المعلومات والتكنولوجيا المتنقلة، ويستند أساسًا إلى التِقَانَة اللاسلكية للأجهزة اللاسلكية (متضمنةً أجهزة الحاسوب المحمولة، والأجهزة اللوحية، والهواتف المحمولة، وما إلى ذلك)؛ مُعِدَّات تكامل تِقَانَة المعلومات.

## تقارب الاتصالات المتنقلة[1]
وضعت تسلا الأساس النظري للاتصالات اللاسلكية عام 1890. أرسل ماركوني (المعروف باسم والد الراديو) إشارات لاسلكية أول مرة على بعد ميلين عام 1894 م. غيَّرت تِقَانَة الهاتف المحمول المجتمع البشري كثيرًا. بدأت أيضًا بإرجاع استخدام تِقَانَة الهاتف المحمول في الإدارات الحكومية إلى الحرب العالمية الأولى.
في السنوات الأخيرة، جعل دمج تِقَانَة الاتصالات المتنقلة وتكنولوجيا المعلومات تِقَانَة الهاتف المحمول محور اهتمام الصناعة.
أسهم دمج الاتصالات المتنقلة وتكنولوجيا الحوسبة المتنقلة في ذلك، فتطورت تِقَانَة الهاتف المحمول تدريجيًا، ووفر التفاعل المحمول الذي جلبه تطبيق وتطوير تِقَانَة الهاتف المحمول اتصالًا واتصالًا عبر الإنترنت للحوسبة في كل مكان، وفي أي وقت، وفي أي مكان. يوفر الاتصال وتبادل المعلومات إمكانات، ويوفر فرصًا وتحديات جديدة للعمل المحمول، ويشجع على إجراء المزيد من التغييرات في الأشكال الاجتماعية والتنظيمية.
يُحدث دمج تِقَانَة المعلومات وتكنولوجيا الاتصالات تغييرات كبيرة في حياتنا الاجتماعية. وقد أصبحت التِقَانَة المتنقلة والإنترنت القوتين الدافعتين الرئيستين لتطوير تكنولوجيا المعلومات والاتصالات. من طريق استخدام شبكات الاتصالات المتنقلة عالية التغطية، والشبكات اللاسلكية عالية السرعة، وأنواع مختلفة من المعلومات المتنقلة، فتح استخدام تقنيات الهاتف المحمول مساحة واسعة للتفاعل عبر الهاتف المحمول.
أصبحت طريقة شعبية للعيش والعمل، نظرًا إلى جاذبية التفاعل المتنقل والتطور السريع للتكنولوجيات الجديدة، ومنع انتقال محطات المعلومات المتنقلة والشبكات اللاسلكية حجم وتأثير أجهزة الحاسوب والشبكات في المستقبل. أتاح تطوير الحكومة المتنقلة والتجارة المتنقلة فرصًا جديدة لزيادة تحسين مستوى إدارة المدن، بدأ بتحسين مستوى وكفاءة الخِدْمَات العامة، وبناء حكومة أكثر استجابة وكفاءة وشفافية ومسؤولية. إضافةً إلى ذلك، يساعد على سد الفجوة الرقمية وتزويد المواطنين بخدمة شاملة ورشيقة. وقد حفز تكامل تِقَانَة المعلومات والاتصالات وتطويرها على تشكيل مجتمع معلومات ومجتمع معرفي، وأدى أيضًا إلى ابتكار موجه نحو المستعملين موجَّه نحو مجتمع المعرفة، مجتمع يركز على المستعملين، مرحلة من الممارسة الاجتماعية، وسمة من سمات الابتكار الجماعي، والابتكار المشترك، والابتكار المفتوح. بدأ الشكل والابتكار بنسبة 2.0 تدريجيًا بأخذ انتباه المجتمع العلمي والمجتمع.

## أجيال الهواتف المحمولة
قُدِّم 1 جي في أوائل 1980م، بوصفه اتصالًا صوتيًا فقط عبر هواتف من الطوب. في وقت لاحق من عام 1991م، قدم تطوير 2 جي خدمة الرسائل القصيرة (إس إم إس) وخدمة رسائل الوسائط المتعددة (إم إم إس)، مما سمح بإرسال الرسائل المصورة واستقبالها بين الهواتف. في عام 1998م، قُدِّم 3 جي لتوفير سرعات نقل بيانات أسرع لدعم مكالمات الفيديو والوصول إلى الإنترنت. وأصدِر 4 جي في عام 2008 لدعم خِدْمَات أكثر تطلبًا، مثل خِدْمَات الألعاب والتلفزيون المحمول عالي الدِّقَّة ومؤتمرات الفيديو وتلفزيون 3 دي. أصدرت تقنية 5 جي في البداية عام 2019م، ولكنها لا تزل متاحة فقط في مناطق معينة.

### شبكات الجيل الرابع

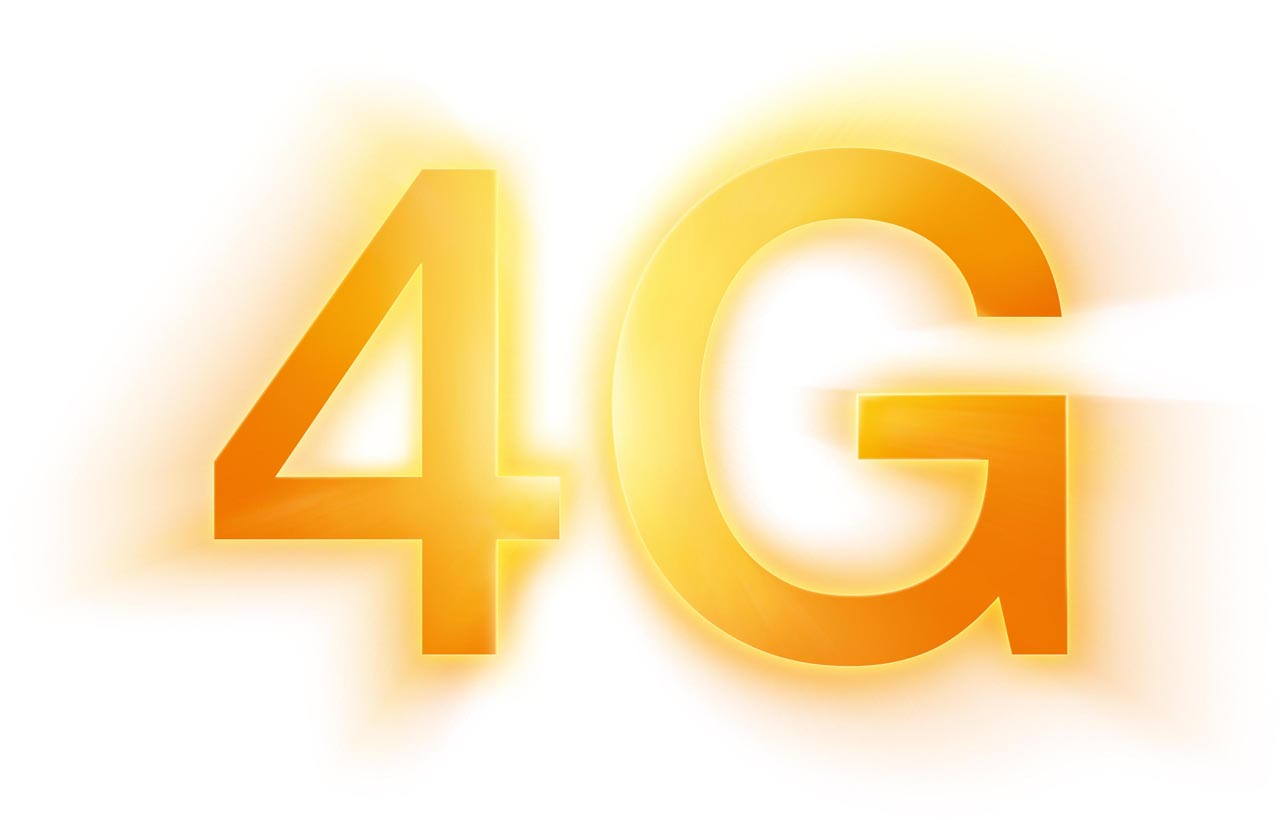

4 جي هي الخدمة الخلوية السائدة حاليًا المقدمة لمستخدمي الهواتف المحمولة، والأداء أسرع بنحو 10 مرات من خدمة 3 جي. إحدى أهم الميزات في شبكات الهاتف المحمول 4 جي هي هيمنة عمليات إرسال الحزم عالية السرعة أو حركة المرور المتلاحقة في القنوات. يجري تطبيق الرموز نفسها المستخدمة في شبكات 2 جي-3 جي على شبكات 4 جي المتنقلة أو اللاسلكية، وسيكون اكتشاف رشقات نارية قصيرة جدًا مشكلة محفوفة بالخطر، بسبب خصائص الارتباط الجزئي السيئة جدًا. أشارت دراسة حديثة إلى أن بنية الشبكة التقليدية متعددة الطبقات القائمة على نموذج التوصيل البيني للأنظمة المفتوحة (أو إس أي) قد لا تكون مناسبة تمامًا لشبكة الهاتف المحمول 4 جي، إذ ستكون معاملات الحزم القصيرة هي الجزء الرئيس من حركة المرور في القنوات. لأن الحزم من الهواتف المحمولة المختلفة تحمل خصائص قناة مختلفة تمامًا، يجب على المتلقي تنفيذ جميع الخوارزميات اللازمة، مثل تقدير القناة والتفاعلات مع جميع الطبقات العليا وما إلى ذلك، في غضون حقبة زمنية قصيرة جدًا.

### شبكات الجيل الخامس
تتمثل أهداف أداء 5 جي في ارتفاع معدلات البيانات، وتقليل زمن الوصول، وتوفير الطاقة، وانخفاض الثمن، وزيادة سعة النظام، واتصال الجهاز على نطاق واسع. لا تزل 5 جي نوعًا جديدًا إلى حد ما من الشبكات، ولا تزال منتشرة في جميع أنحاء البلاد. من الآن فصاعدًا، ستضع 5 جي معيار الخدمة الخلوية في جميع أنحاء العالم. شركات مثل أي تي وتي وفيرزون وتي موبايل هي بعض الشركات الخلوية سيئة السمعة التي تطرح خِدْمَات 5 جي في جميع أنحاء الولايات المتحدة. بدأ نشر 5 جي في بداية عام 2020م، لينمو منذ ذلك الحين. وفقًا لجمعية جي إس إم، وبحلول عام 2025م، سيكون لدى نحو 1.7 مليار مشترك اشتراك في خدمة 5 جي.
بدأ إرسال إشارات 5 جي اللاسلكية من طريق أعداد كبيرة من محطات الخلايا الصغيرة الموجودة في أماكن مثل أعمدة الإضاءة أو أسطح المباني. في الماضي، كان على شبكات 4 جي الاعتماد على أبراج خلوية كبيرة من أجل نقل الإشارات عبر مسافات كبيرة. مع إدخال شبكات 5 جي. من الضروري استخدام محطات الخلايا الصغيرة لأن طيف موجة إم إم هو النوع المحدد من النطاق المستخدم في خِدْمَات 5 جي، وينتقل بدقة عبر مسافات قصيرة. إذا كانت المسافات بين محطات الخلايا أطول، فقد تعاني التداخل من الطقس المناخي، أو أشياء أخرى، مثل المنازل والمباني والأشجار وغيرها...

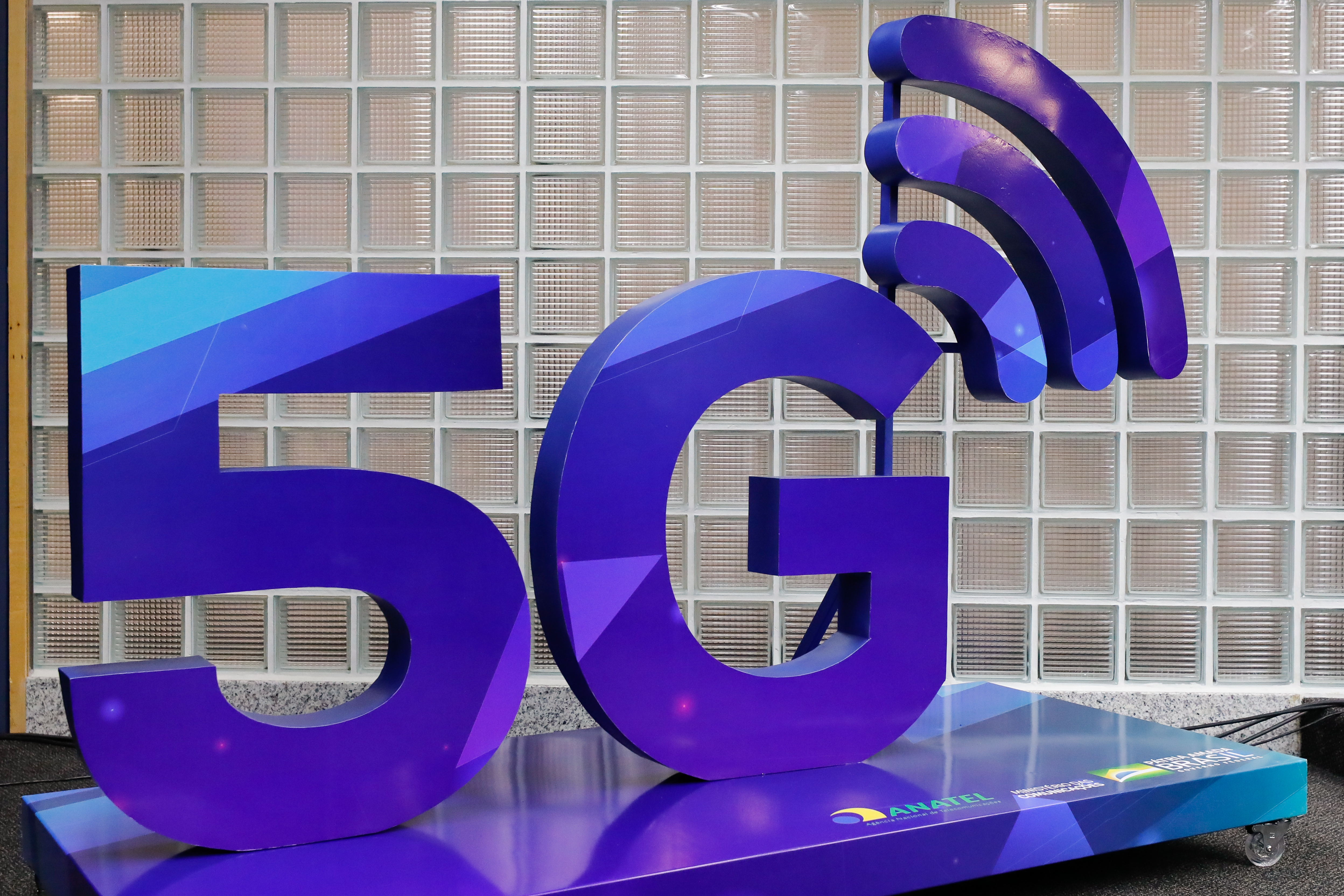

في شبكات 5 جي، توجد ثلاثة أنواع رئيسية من 5 جي: النطاق المنخفض، والنطاق المتوسط، والنطاق العالي. تعمل الترددات منخفضة النطاق في نطاق أقل من 2 جيجا هرتز، وتعمل الترددات متوسطة النطاق بين 2-10 جيجا هرتز، وتعمل الترددات عالية النطاق بين 20-100 جيجاهرتز.
المِيزة الرئيسة لشبكات 5 جي هي أن معدل نقل البيانات أعلى بكثير من الشبكة الخلوية السابقة، حتى 10 جيجابت / ثانية، وهو أسرع من الإنترنت السلكي الحالي، وأسرع 100 مرة من الشبكة الخلوية 4 جي إل تي أي السابقة. مِيزة أخرى هي انخفاض زمن انتقال الشبكة (وقت استجابة أسرع)، أقل من 1 مللي ثانية، و4 جي هو 30-70 مللي ثانية.

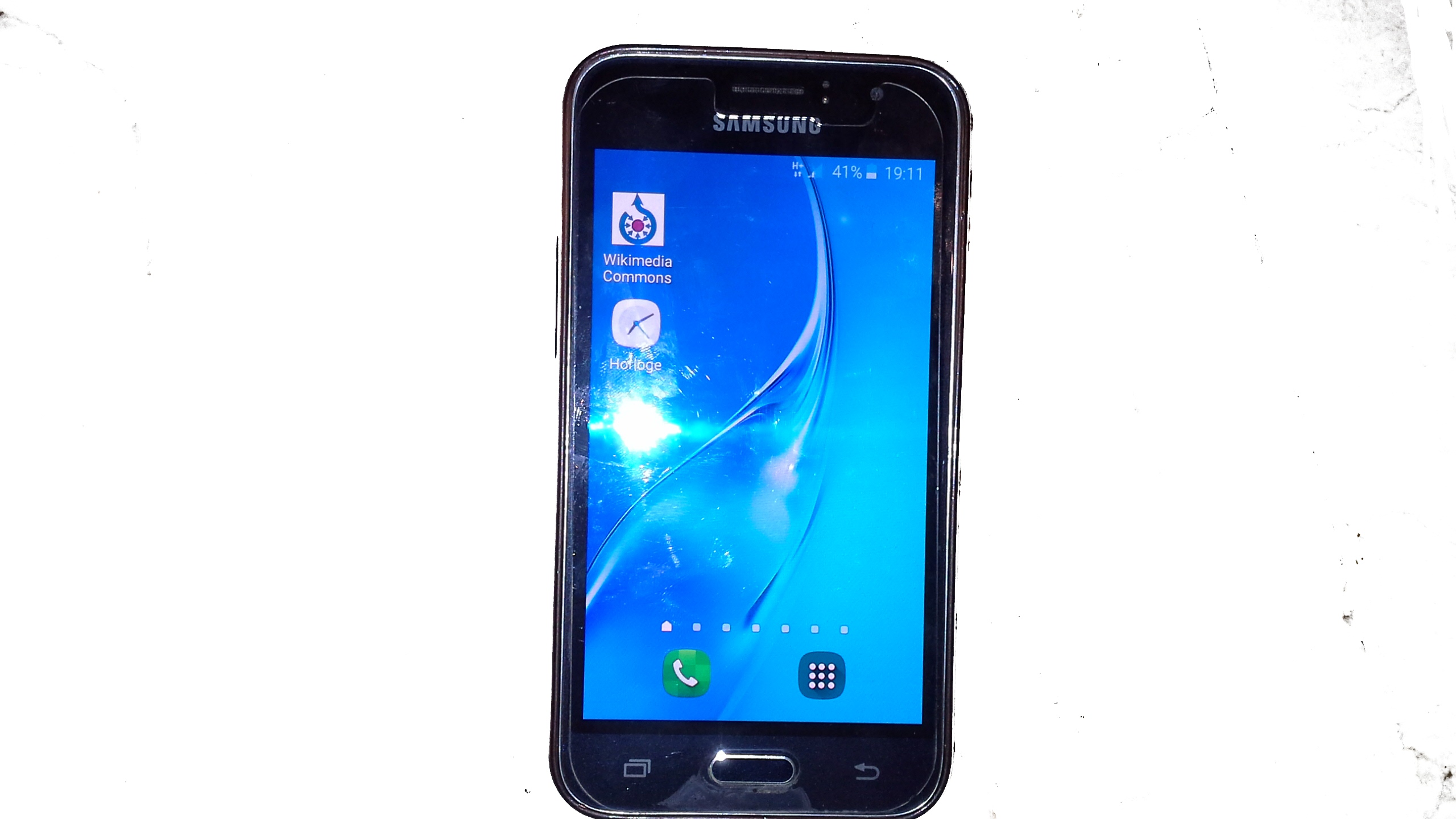